# Torneig d'escacs Memorial Txigorin

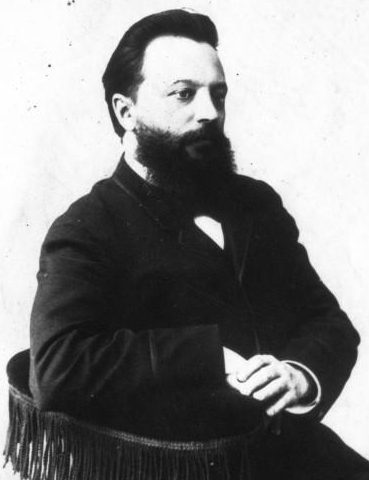
Mikhaïl Txigorin poc abans de morir el 1908

El Memorial Txigorin és un torneig d'escacs que es jugava en honor de Mikhaïl Txigorin (1850–1908), fundador de l'escola soviètica d'escacs i un dels millors jugadors del seu temps. La primera edició i la més important va ser la que es va jugar el 1909 a Sant Petersburg. Més tard, el torneig va ser jugat principalment a Sotxi. A partir de 1993 i fins al 2007 el torneig va retornar a la seva ciutat original.

## Sant Petersburg 1909

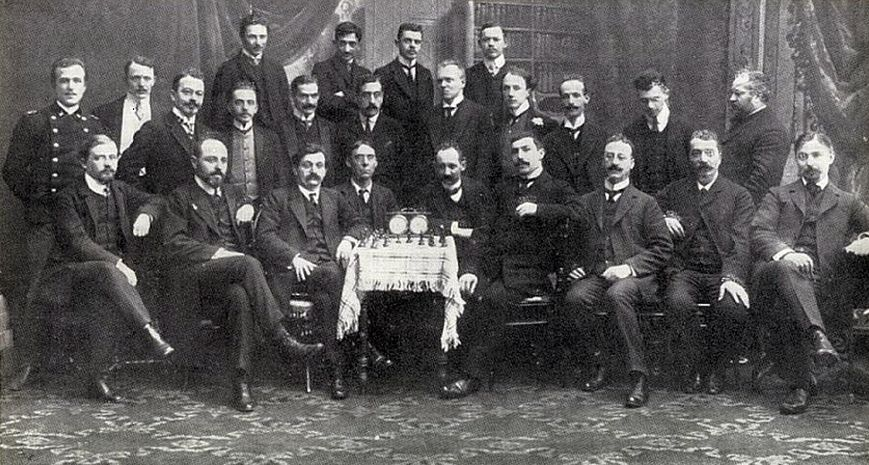
Fotografia del primer Torneig Memorial Txigorin, 1909

El president del comté organitzatiu va ser Piotr Petrovitx Saburov, president del St. Petersburg Chess Club. Membres del comité varen ser Boris Maliutin, O. Sossnitzky, V. Tschudowski, Sergius A. Znosko-Borovski i Ievgueni Znosko-Borovski. L'esdeveniment principal es va transcórrer entre el 14 de febrer i el 12 de març del 1909.
| Núm. | Nom                      | 1 | 2 | 3 | 4 | 5 | 6 | 7 | 8 | 9 | 0 | 1 | 2 | 3 | 4 | 5 | 6 | 7 | 8 | 9 | Total |
| 1    | Akiba Rubinstein         | * | 1 | 1 | 1 | ½ | ½ | ½ | 1 | 1 | 1 | ½ | 1 | 0 | 1 | ½ | 1 | 1 | 1 | 1 | 14½   |
| 2    | Emanuel Lasker           | 0 | * | ½ | 1 | ½ | 1 | 1 | 1 | ½ | 1 | 1 | 1 | 0 | 1 | 1 | 1 | 1 | 1 | 1 | 14½   |
| 3    | Rudolf Spielmann         | 0 | ½ | * | 1 | 0 | 1 | 1 | ½ | 1 | ½ | ½ | ½ | 1 | 0 | ½ | 1 | ½ | ½ | 1 | 11    |
| 4    | Oldřich Duras            | 0 | 0 | 0 | * | 0 | 1 | ½ | 0 | ½ | 1 | 0 | 1 | 1 | 1 | 1 | 1 | 1 | 1 | 1 | 11    |
| 5    | Ossip Bernstein          | ½ | ½ | 1 | 1 | * | 0 | 1 | 0 | 1 | 1 | 1 | 1 | ½ | 0 | 0 | 0 | ½ | ½ | 1 | 10½   |
| 6    | Richard Teichmann        | ½ | 0 | 0 | 0 | 1 | * | 0 | ½ | ½ | ½ | ½ | 1 | 1 | ½ | 1 | ½ | 1 | 1 | ½ | 10    |
| 7    | Julius Perlis            | ½ | 0 | 0 | ½ | 0 | 1 | * | ½ | ½ | 1 | ½ | 1 | 1 | ½ | 1 | ½ | 0 | 0 | 1 | 9½    |
| 8    | Erich Cohn               | 0 | 0 | ½ | 1 | 1 | ½ | ½ | * | 0 | 0 | 1 | ½ | ½ | 0 | ½ | ½ | ½ | 1 | 1 | 9     |
| 9    | Carl Schlechter          | 0 | ½ | 0 | ½ | 0 | ½ | ½ | 1 | * | 1 | 0 | 0 | 1 | 1 | ½ | 0 | 1 | ½ | 1 | 9     |
| 10   | Gersz Salwe              | 0 | 0 | ½ | 0 | 0 | ½ | 0 | 1 | 0 | * | ½ | 1 | 1 | 1 | ½ | 0 | 1 | 1 | 1 | 9     |
| 11   | Savielly Tartakower      | ½ | 0 | ½ | 1 | 0 | ½ | ½ | 0 | 1 | ½ | * | 0 | 0 | 0 | ½ | 1 | 1 | 1 | ½ | 8½    |
| 12   | Jacques Mieses           | 0 | 0 | ½ | 0 | 0 | 0 | 0 | ½ | 1 | 0 | 1 | * | ½ | 1 | 1 | 1 | 0 | 1 | 1 | 8½    |
| 13   | Fyodor Duz-Khotimirsky   | 1 | 1 | 0 | 0 | ½ | 0 | 0 | ½ | 0 | 0 | 1 | ½ | * | ½ | ½ | ½ | 1 | 0 | 1 | 8     |
| 14   | Leo Forgács              | 0 | 0 | 1 | 0 | 1 | ½ | ½ | 1 | 0 | 0 | 1 | 0 | ½ | * | ½ | ½ | ½ | 0 | ½ | 7½    |
| 15   | Amos Burn                | ½ | 0 | ½ | 0 | 1 | 0 | 0 | ½ | ½ | ½ | ½ | 0 | ½ | ½ | * | 1 | ½ | ½ | 0 | 7     |
| 16   | Milan Vidmar             | 0 | 0 | 0 | 0 | 1 | ½ | ½ | ½ | 1 | 1 | 0 | 0 | ½ | ½ | 0 | * | ½ | 1 | 0 | 7     |
| 17   | Abraham Speijer          | 0 | 0 | ½ | 0 | ½ | 0 | 1 | ½ | 0 | 0 | 0 | 1 | 0 | ½ | ½ | ½ | * | ½ | ½ | 6     |
| 18   | Sergey von Freymann      | 0 | 0 | ½ | 0 | ½ | 0 | 1 | 0 | ½ | 0 | 0 | 0 | 1 | 1 | ½ | 0 | ½ | * | 0 | 5½    |
| 19   | Ievgueni Znosko-Borovski | 0 | 0 | 0 | 0 | 0 | ½ | 0 | 0 | 0 | 0 | ½ | 0 | 0 | ½ | 1 | 1 | ½ | 1 | * | 5     |
Rubinstein i Lasker varen guanyar cadascun 875 rubles, Spielmann i Duras 475 rubles cada un, Bernstein 190 rubles, Teichmann 120 rubles, Perlis 80 rubles, Cohn, Schlechter, i Salwe 40 rubles cada un.

## Període Sotxi
Des del 1947, hi ha uns quants torneigs Memorial Txigorin, però no va ser fins al 1963 que no es va establir com un esdeveniment anual a Sotxi. Tots aquests torneigs es varen jugar en el sistema round robin.
| Any  | Guanyador         | Ciutat          |
| ---- | ----------------- | --------------- |
| 1947 | Mikhaïl Botvínnik | Moscou          |
| 1951 | Vassili Smislov   | Sant Petersburg |
| 1961 | Mark Taimanov     | Rostov-on-Don   |
| 1972 | Lev Polugaievski  | Kislovodsk      |
| #  | Any  | Guanyador                                                                          | Ciutat |
| -- | ---- | ---------------------------------------------------------------------------------- | ------ |
| 1  | 1963 | Lev Polugaievski                                                                   | Sotxi  |
| 2  | 1964 | Nikolai Kroguius                                                                   | Sotxi  |
| 3  | 1965 | Wolfgang Unzicker Borís Spasski                                                    | Sotxi  |
| 4  | 1966 | Víktor Kortxnoi                                                                    | Sotxi  |
| 5  | 1967 | Alexander Zàitsev Vladimir Simagin Nikolai Kroguius Leonid Xamkóvitx Borís Spasski | Sotxi  |
| 6  | 1973 | Mikhaïl Tal                                                                        | Sotxi  |
| 7  | 1974 | Lev Polugaievski                                                                   | Sotxi  |
| 8  | 1976 | Lev Polugaievski Ievgueni Svéixnikov                                               | Sotxi  |
| 9  | 1977 | Mikhaïl Tal                                                                        | Sotxi  |
| 10 | 1979 | Nukhim Raixkovski                                                                  | Sotxi  |
| 11 | 1980 | Aleksandr Pàntxenko                                                                | Sotxi  |
| 12 | 1981 | Vitali Tseixkovski                                                                 | Sotxi  |
| 13 | 1982 | Mikhaïl Tal                                                                        | Sotxi  |
| 14 | 1983 | Anatoli Vaisser Ievgueni Svéixnikov                                                | Sotxi  |
| 15 | 1984 | Georgy Agzamov                                                                     | Sotxi  |
| 16 | 1985 | Ievgueni Svéixnikov                                                                | Sotxi  |
| 17 | 1986 | Svetozar Gligorić Aleksandr Beliavski Rafael Vaganian                              | Sotxi  |
| 18 | 1987 | Serguei Smagin Evgeny Pigusov Andrei Kharitónov                                    | Sotxi  |
| 19 | 1988 | Serguei Dolmàtov                                                                   | Sotxi  |
| 20 | 1989 | Aleksei Vijmanavin                                                                 | Sotxi  |
| 21 | 1990 | Vadim Rúban                                                                        | Sotxi  |

## Retorn a Sant Petersburg
Des del 1993, el Memorial Txigorin s'ha jugat com a torneig obert pel sistema suís. La tretzena edició no es va jugar per raons supersticioses. A continuació la llista dels guanyadors:
| #  | Any     | Guanyador                        |
| -- | ------- | -------------------------------- |
| 1  | 1993    | Aleksei Dréiev                   |
| 2  | 1994    | Ildar Ibragimov                  |
| 3  | 1995    | Vladímir Burmakin                |
| 4  | 1996    | Aleksei Fiódorov Lembit Oll      |
| 5  | 1997    | Konstantín Sakàiev               |
| 6  | 1998    | Serguei Vólkov                   |
| 7  | 1999    | Aleksandr Grisxuk Serguei Vólkov |
| 8  | 2000    | Valerij Filippov                 |
| 9  | 2001    | Mikhaïl Kobalia                  |
| 10 | 2002    | Alexander Fominyh                |
| 11 | 2004    | Sergey Ivanov                    |
| 12 | 2005    | Igor Zakharevich Roman Ovetchkin |
| 14 | 2006    | Dmitri Botxarov                  |
| 15 | 2007    | Serguei Movsessian               |
| 16 | 2008    | Vladímir Belov                   |
| 17 | 2009[3] | Serguei Vólkov                   |
| 18 | 2010[4] | Eltaj Safarli                    |
| 19 | 2011[5] | Dmitri Botxarov                  |
| 20 | 2012[6] | Oleksandr Aresxenko              |
| 21 | 2013[7] | Pàvel Eliànov                    |
| 22 | 2014[8] | Ivan Ivanišević                  |
| 23 | 2015[9] | Kirill Alekseenko                |